# Leo Beenhakker
Leo Beenhakker (Rotterdam, 1942. augusztus 2. – 2025. április 10.) holland labdarúgóedző, 2006–2009 között a lengyel válogatott szövetségi kapitánya, 2011-ben az Újpest FC sportigazgatója volt.

## Pályafutása
Azon kevés edző egyike, akik életük során soha nem játszottak, hanem egyből az edzősködéssel kezdtek. Ennek ellenére még ilyen idősen is az egyik legfoglalkoztatottabb edző nemcsak Hollandiában, hanem az egész világon is. Hosszú, 1968 óta tartó edzősködése során több sztárcsapat kispadján is ült, például a Real Madridén, az Ajaxén. Emellett több válogatottat is irányított, a hollandokat, a szaúd-arábiaiakat, és jelenleg a lengyel válogatott szakvezetőjeként dolgozik 2006 óta. Az 1970-es, 1980-as évekbeli sikerkorszak óta ő az első szövetségi kapitány, aki kivezette a lengyel válogatottat az EB-re.
2008. február 20-án a lengyel köztársasági elnök az egyik legmagasabb lengyel kitüntetéssel ismerte el munkáját, többek között azt, hogy a válogatottat nagyon hosszú idő után kijuttatta az Európa-bajnokságra.
Még spanyolországi munkássága alatt kapta a Don Leo becenevet. Több nyelven beszélt, a hollandon kívül angolul, németül, olaszul, portugálul, spanyolul és lengyelül.